# История вечной любви
«История вечной любви» (англ. Ever After: A Cinderella Story) — фильм 1998 года по мотивам истории о Золушке с Дрю Бэрримор в главной роли. Сценарий к фильму разработан Энди Теннантом, Сюзанной Грант и Риком Парксом. Автор музыки Джордж Фентон. Лейтмотивом к фильму стала песня рок-группы Texas «Put Your Arms Around Me» (англ.).
Из киноверсии были исключены пантомима, все комические и сверхъестественные элементы, характерные для сказки, вместо этого история Золушки приобрела характер исторической беллетристики, ссылающейся на эпоху Возрождения во Франции. Фильм часто рассматривается как современная интерпретация пoстфеминистического варианта мифа о Золушке.
На основе сценария фильма Венди Логгии создала одноимённый роман.

## Сюжет
Умная и независимая Даниэль де Барбарак становится служанкой у своей мачехи. Но она не ждёт, пока её освободит принц, она сама его спасает. И в самый трудный момент к ней на помощь приходит не Фея, а сам Леонардо да Винчи.

## Производство

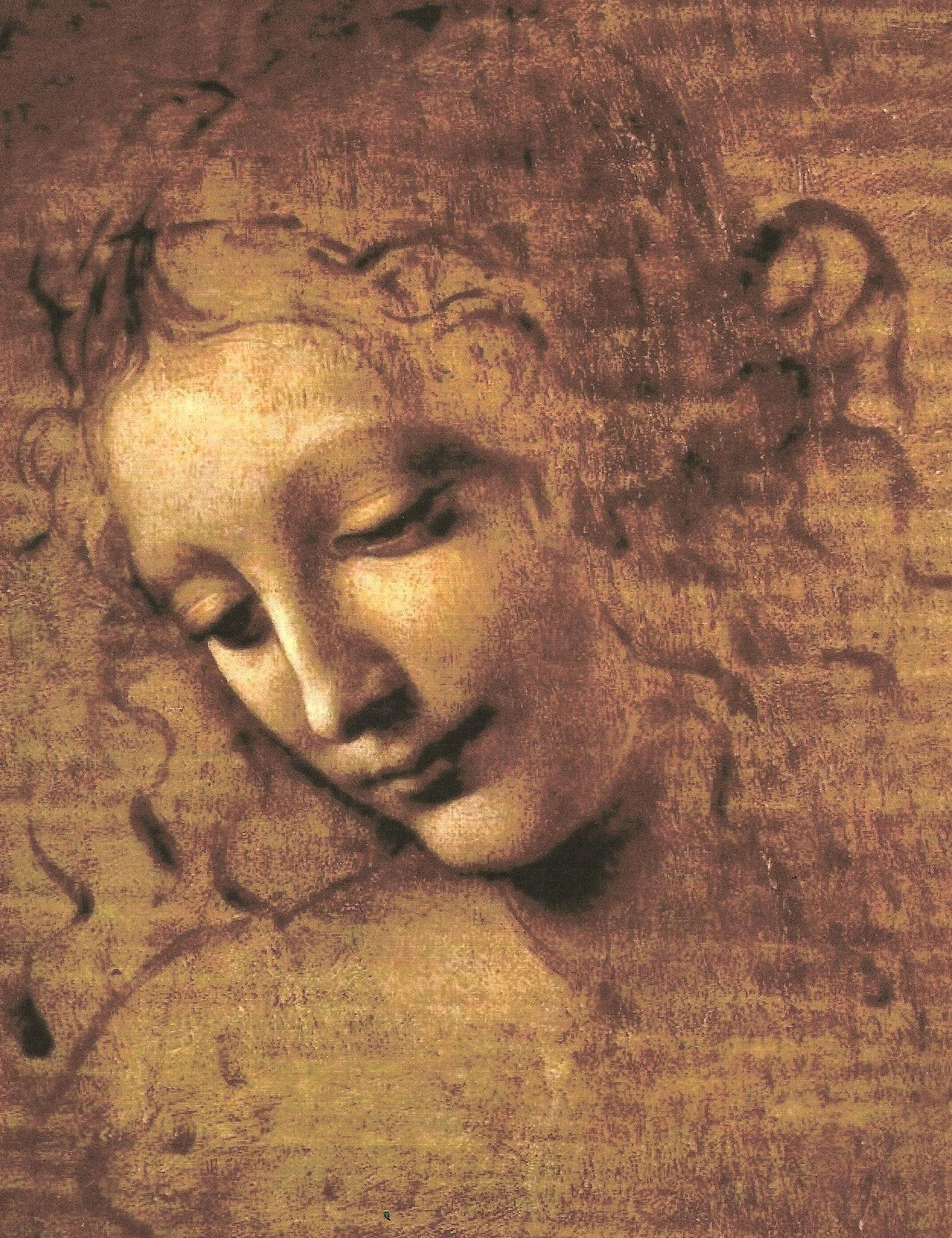
«Голова девушки» (англ.)

Фильм снят в формате Супер-35, однако на DVD вышел с версией для широкого экрана. Это единственный фильм Энди Теннанта, снятый в формате Супер-35. Все его предыдущие фильмы были сняты камерами со сферическими линзами, а более поздние картины снимались с анаморфированными линзами.
Местом съёмок стал замок Отфор. Кроме того, некоторые сцены снимались в Дордони во Франции в замке Фенелон (фр.), замке Лоссе (фр.), замке Ланке, замке Бенак и городе Сарла-ла-Канеда.
За основу портрета Даниэллы, показанного в фильме, взят рисунок Леонардо да Винчи La Scapigliata.

### Критика
Фильм получил положительные отзывы от критиков. Rotten Tomatoes, основываясь на 61 отзыве, сообщает, что 90 % зрителей отозвались о фильме одобрительно, дав среднюю оценку 7.5/10. Metacritic на основе 22 отзывов дал фильму среднюю оценку 66.
Лайза Шварцбаум из Entertainment Weekly заявила: «Фильм раскрывает перед зрителем 16-е столетие под совершенно новым углом зрения, рассказывая историю активной девушки в стиле 1990-х. Героиня спорит об экономике и гражданских правах с представителями королевской семьи, она не пассивная, эксплуатируемая Золушка, распевающая „A Dream Is a Wish Your Heart Makes“ (англ.).»
Кинокритик Chicago Sun-Times Роджер Эберт, оценив фильм на 3 из 4, заявил, что «Кино […] — ещё один способ дать старому рассказу новую жизнь. Я шёл на показ, ожидая увидеть детский фильм, а оказался в костюмированной драме с энергетикой подобной Маске Зорро»
Журналы Newsweek и Rolling Stone назвали картину остроумной, хотя и согласились с мнением некоторых критиков о том, что «сюжет фильма колеблется от юмора к серьезности».

### Музыка
В апреле 2009 должна была состояться презентация музыкального оформления фильма в обработке Марси Хайслер (англ.) и Зины Голдрич (англ.). Прогон должен был пройти в театре Керрэна (англ.) в Сан-Франциско с предварительным прослушиванием на Бродвее, однако мероприятие было отменено.

## В ролях
| Актёр            | Роль                      |
| ---------------- | ------------------------- |
| Дрю Бэрримор     | Даниэлла де Барбарак      |
| Анжелика Хьюстон | Баронесса Родмила Де Гент |
| Дугрей Скотт     | принц Генри               |
| Меган Доддс      | Маргарет Де Гент          |
| Мелани Лински    | Жаклин Де Гент            |
| Жанна Моро       | знатная дама              |
| Патрик Годфри    | Леонардо да Винчи         |
| Йерун Краббе     | Огюст де Барбарак         |
| Джуди Парфитт    | королева Мария            |